# Plymouth Argyle Football Club
El Plymouth Argyle Football Club és un club de futbol de la ciutat de Plymouth, Anglaterra. Actualment juga al Football League Championship. Els jugadors i aficionats del club també se'ls coneix com a Argyle, o the Pilgrims.

## Història
El club va ser fundat l'any 1886 amb el nom de Argyle F.C.. La temporada 1903-1904 The Pilgrims van competir per primera vegada a nivell professional en la Southern League. En els posteriors anys el club va continuar jugant a la Football League One i a la Football League Two. La temporada 2004-2005 el club va debutar en la segona millor categoria estatal anglesa, la Football League Championship. Des d'aleshores fa 6 temporades consecutives que està en aquesta divisió. El club va tornar al tercer nivell després d'acabar segon a la 2016-17.

## Màxims golejadors
Els 10 màxims golejadors del club en totes les competicions.
| #  | Nom del jugador | Anys                | Gols |
| 1  | Sammy Black     | 1924-1938           | 185  |
| 2  | Wilf Carter     | 1957-1964           | 148  |
| 3  | Tommy Tynan     | 1983-1985 1986-1990 | 144  |
| 4  | Jack Leslie     | 1921-1935           | 134  |
| 5  | Maurice Tadman  | 1947-1955           | 113  |
| 6  | Jack Vidler     | 1928-1939           | 103  |
| 7  | Fred Burch      | 1907-1915           | 95   |
| 8  | Ray Bowden      | 1927-1933           | 87   |
| 9  | Kevin Hodges    | 1978-1992           | 86   |
| 10 | Mickey Evans    | 1991-1997 2001-2006 | 81   |